# 양승부
양승부(梁承富, 1954년 12월 10일 ~ )는 제주도 제주시 애월읍에서 태어난 대한민국의 변호사, 정치인이다. 2000년 제16대 총선에서 지역구인 제주시에서 공천획득에 실패하여 비례대표 예비후보 31위로 명단을 올렸다. 그러나 2003년 새천년민주당에서 열린우리당으로 분당되는 사태로 새천년민주당 비례대표인 박양수, 이미경, 이재정, 허운나, 오영식 5명의 의원이 열린우리당 창당준비위원회에 참여하기 위하여 탈당하여 의원직을 상실함에 따라서 안상현 전 강원도의회 의원, 황창주 한국농업경영인연합회장, 박종완 전 농협중앙회 이사, 한충수 대한부동산신탁㈜ 상임감사에 이어 의원직을 승계하게 되었다. 이후 2004년 노무현 대통령 탄핵 소추에 참여하였고 이후에 열린 제17대 총선에서 새천년민주당으로 제주시·북제주군 갑 선거구로 출마를 준비하다 불출마를 선언하였다.

## 학력
- 더럭초등학교 졸업
- 애월중학교 졸업
- 제주제일고등학교 졸업
- 고려대학교 법학 학사
- 고려대학교 대학원 법학 석사

## 경력
- 제25회 사법시험 합격
- 사법연수원 제15기 수료
- 국제법률경영연구원 이사, 간사장
- 제주시 지방세심의위원
- 제주지방경찰청 행정심판위원
- 제주도교육청 행정심판위원
- 동부화재해상보험(주)법률고문
- 제주교도소 교화위원
- 한국해양소년단 제주연맹 상임이사
- 제주KBS,MBC자문위원
- 한라일보 창간발기인
- 한국방송통신대학 법학과 강사
- 새천년민주당 당무위원 겸 법률구조단장

## 역대 선거 결과
|  | 34.49% |

|  | 20.30% |

|  | 35.9% |